# Transekt

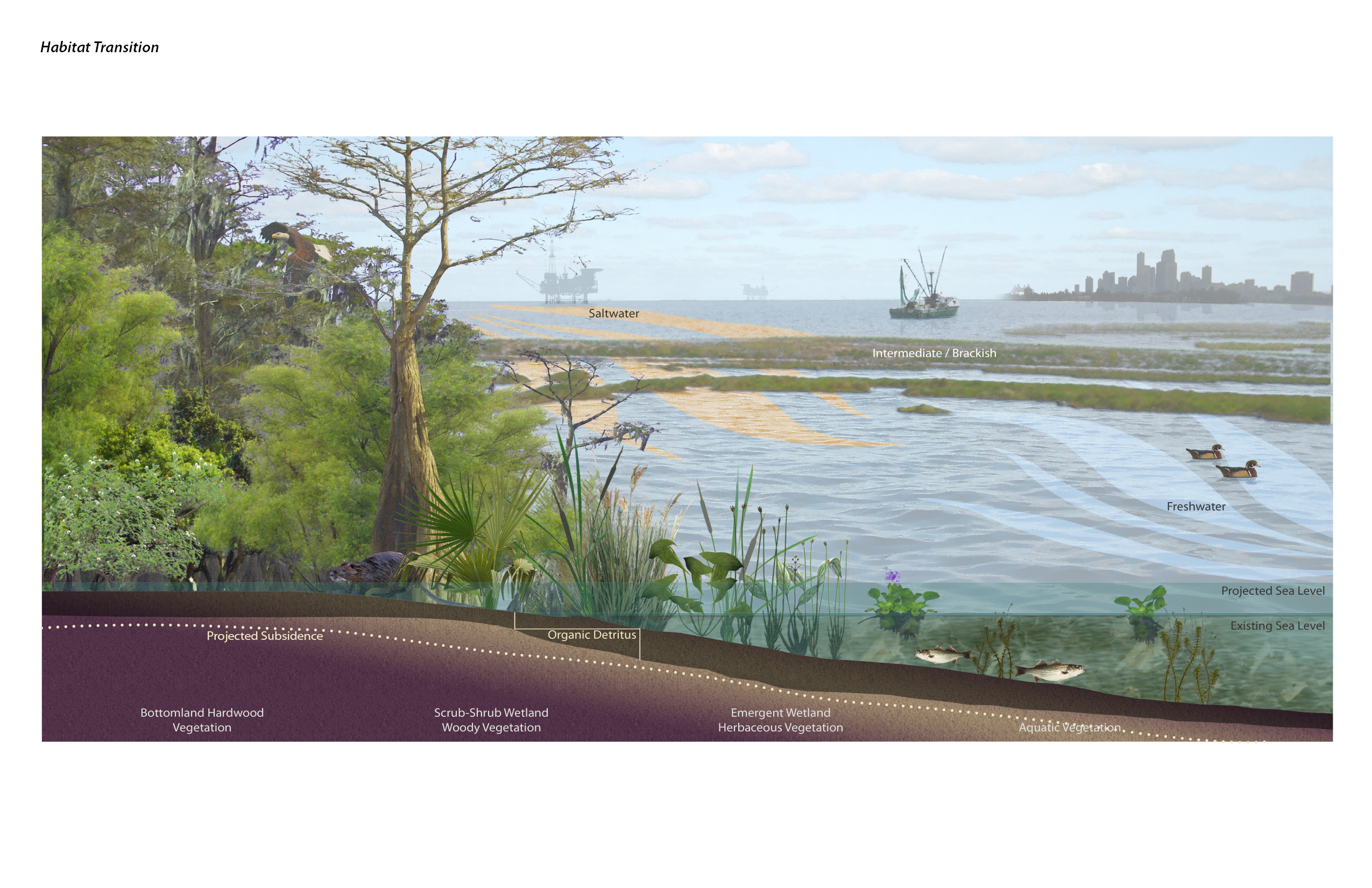
Transekt przybrzeżny

Transekt – sposób inwentaryzacji ożywionych lub nieożywionych elementów środowiska przyrodniczego, polegający na wykonywaniu obserwacji w punktach rozmieszczonych na charakterystycznych liniach, które są wyznaczone tak, aby było możliwe zbadanie wpływu określonego czynnika biotycznego lub abiotycznego na badany parametr środowiska (np. struktura gatunkowa lasów jako funkcja wysokości n.p.m.), liczba podwodnych organizmów litoralu jako funkcja głębokości lub odległości od brzegu zbiornika wodnego. Liczba organizmów, zaobserwowanych w punktach transektu umożliwia oszacowanie liczebności populacji w siedlisku, które on przecina, jeżeli znane są wskaźniki wiążące obie wielkości, wyrażające prawdopodobieństwo dostrzeżenia przez obserwatora. 

## Zastosowanie transektów w Państwowym Monitoringu Środowiska
W zaleceniach metodycznych Państwowego Monitoringu Środowiska, dotyczących monitoringu siedlisk przyrodniczych, zakłada się sporządzenie dokumentacji stanu siedliska na podstawie obserwacji w transekcie. Standardowe wymiary transektów wyznaczanych na stanowiskach monitoringowych wynoszą 200 × 10 m, dopuszcza się jednak zmiany w zależności od wielkości płatów siedlisk i ich typów. 

### Przykłady
Jodłowy bór świętokrzyskiZaleca się stosowanie transektów pasowych o długości 200 m i szerokości 10 m. Wyznaczone transekty (prostoliniowe lub o kształcie dostosowanym do topografii siedliska) zaznacza się na mapie (najlepiej w skali 1:10 000). Na końcach transektu i w środku wykonuje się zdjęcia fitosocjologiczne powierzchni 10×10 m, które opisuje się podając współrzędne geograficzne środka, wysokość n.p.m., nachylenie, ekspozycję, zwarcie, średnią wysokość poszczególnych warstw roślin i inne. W transekcie ocenia się liczbę osobników poszczególnych gatunków (według skali Braun-Blanqueta) oraz określa się charakterystyczne wskaźniki struktury i funkcji zbiorowiska z użyciem skali FV/U1/U2 (właściwy/niezadawalający/zły). Na obszarach Natura 2000 wykonuje się badania nie rzadziej niż raz na 3 lata w trzech obszarach, w tym jednym – wyznaczonym w najlepiej zachowanym płacie siedliska (obszar referencyjny).
Zalewy i jeziora przymorskie (laguny)W przypadku monitoringu zalewów i jezior przymorskich (lagun) zaleca się wyznaczanie transektów, zwykle o wymiarach 50×30 m, w których wyodrębnia się trzy strefy głębokości: 0–0,25 m (A), 0,25–0,5 m (B) i 0,5–1 m (C). Ze względu na małą przejrzystość wody i występujące często pasy szuwarów zaleca się, aby oceny wykonywał ekspert z uprawnieniami  nurka.
Nurek notuje liczbę zaobserwowanych okazów danego gatunku na losowo wybranych poletkach – wewnątrz ramki o powierzchni 0,1 m² (dziesięciokrotnie w każdej strefie), oznacza wskaźnik pH i przewodność elektryczną wody, pobiera próbki osadów i wody do analiz laboratoryjnych (1,5 dm³ z transektu) oraz wykonuje zdjęcia powierzchni wody (obszar 5×5 m) i fitosocjologiczne zdjęcia szuwarów (na każdym płacie roślinności).

## Przykłady zastosowań metod transektowych

### Transektowe badania ornitologiczne

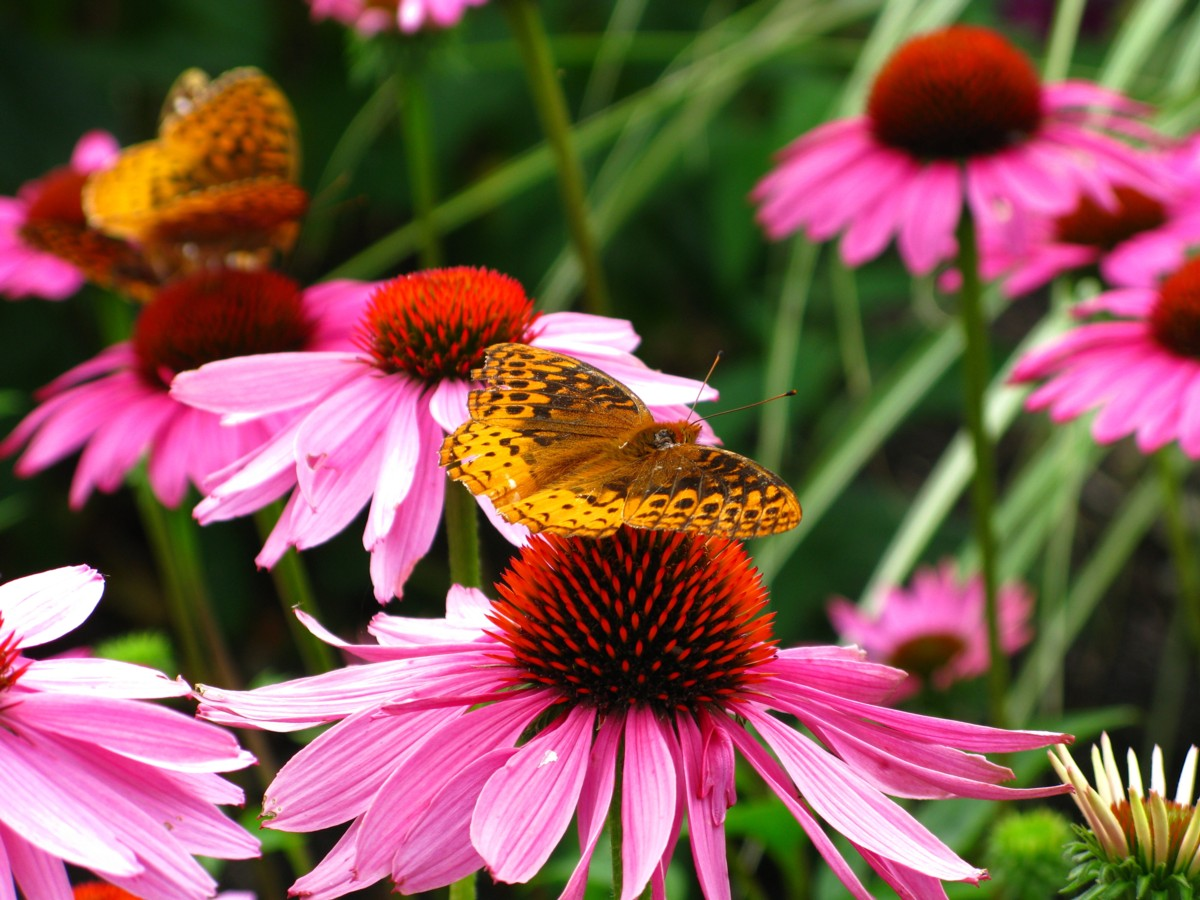
Prawdopodobieństwo zauważenia motyli w transekcie pasmowym jest zależne od liczebności populacji w siedlisku

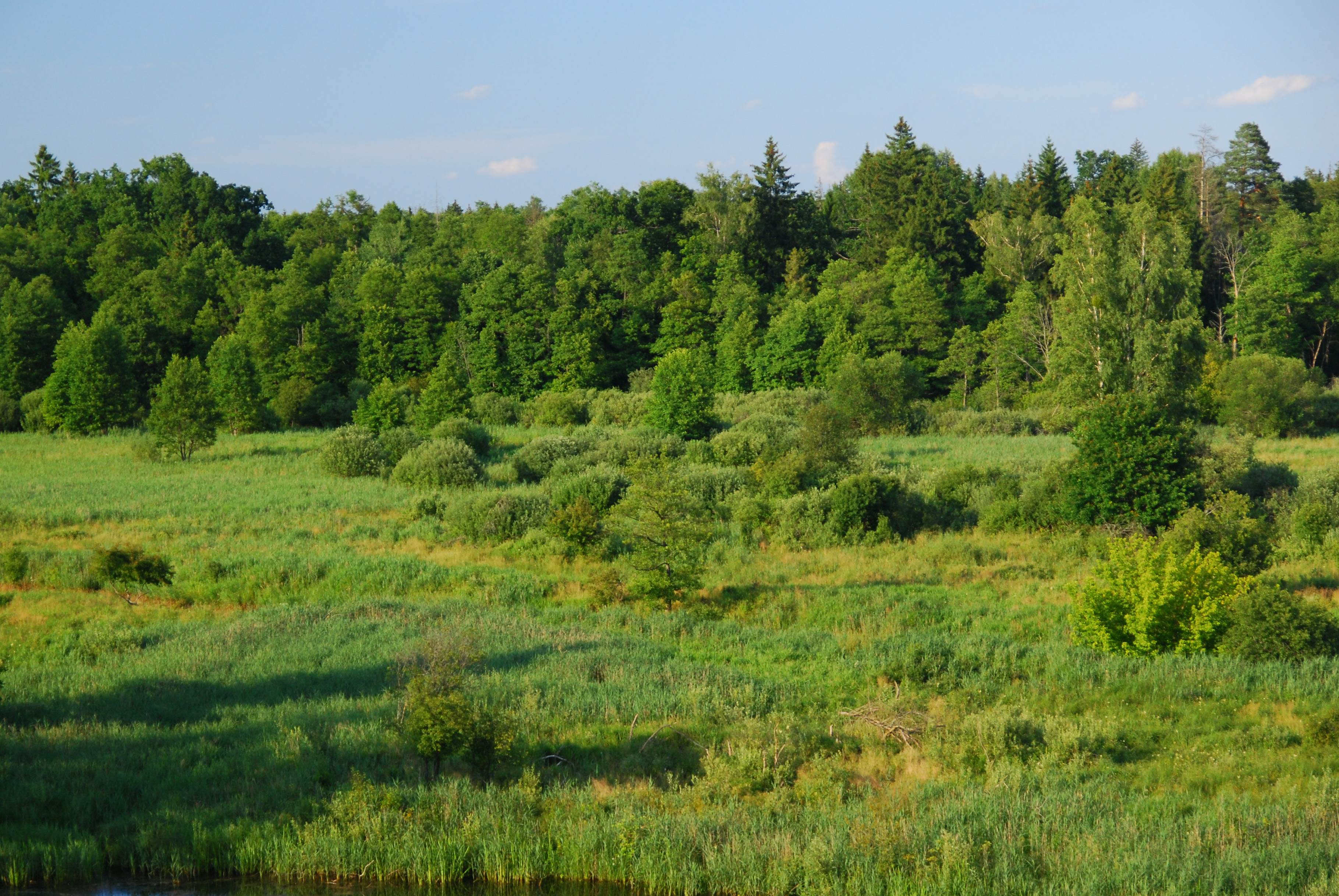
Strefa przejściowa (ekoton) między zbiorowiskami leśnymi i nieleśnymi w Puszczy Białowieskiej

Ornitologiczne oszacowania zmian liczebności ptaków mogą być wykonywane w leśnych transektach liniowych o szerokości ok. 100 m (ok. 50 m z obu stron trasy). W terenie otwartym obserwuje się pasy o szerokości ok. 200 m. Pomiar obejmuje 5 liczeń zauważonych okazów. 
Tak uzyskane wyniki mogą być podstawą oszacowań zagęszczenia lub liczebności populacji, jeżeli jest dostępna odpowiednia wartość wskaźnika, wyznaczona np. metodą wielokrotnych złowień (metoda Lincolna-Petersena, CMR). W przypadku liczenia kaczek z powietrza prawdopodobieństwo ich wykrycia (wykrywalność) w czasie przelotów nad transektami wytyczonymi na terenach leśnych wynosi 0,2, a na terenach rolniczych – 0,5.

### Transektowe badania entomologiczne
Obserwacje zmian liczebności owadów – np. motyli – mogą być wykonywane wzdłuż transektów zamkniętych, np. kolistych lub owalnych o obwodzie ok. 200 m. Przechodząc powoli wzdłuż linii notuje się liczbę owadów zauważonych w pasie o szerokości kilku metrów (po obu stronach linii). Wskazane jest kilkukrotne powtórzenie obserwacji w tych samych warunkach zewnętrznych. Podobne serie pomiarów są wielokrotnie powtarzane, jeżeli przedmiotem badań są zmiany dobowej aktywności owadów.
Orientacyjnie przyjmuje się, że jeżeli w ciągu 30 minut zaobserwowano 50–100 osobników, to populacja liczy 1–20 tys. (liczebność jest zwykle 10–100 razy większa od średniej liczby osobników widzianych w ciągu jednego dnia). Określenie wartości wskaźnika wymaga wykonania równoczesnych badań metodą transektową i metodą bezpośrednią, np. metodą CMR. W czasie badań populacji pazia królowej, wykonanych na kilku wapiennych wzniesieniach w dolinie Białej Przemszy, liczebność lokalnej populacji oszacowano metodą CMR na 50 osobników, a w transektach obserwowano 2–10 osobników dziennie. W ciągu 30 minut obserwacji w innym transekcie obserwowano 50–300 okazów Araschnia levana, podczas gdy liczebność populacji – oszacowana metodą CMR – wynosiła 15–100 tysięcy. 

### Badania stref przejściowych
Badania wykonywane w transektach prowadzonych prostopadle do granicy między ekosystemami umożliwiają określanie dynamiki zjawisk następujących w strefie przejściowej (strefa kontaktowa, zob. też ekoton). Ilustrują to np. wyniki badań roślinności wysokogórskiej, wykonanych przez Annę Kozłowską lub obserwacji strefy między zbiorowiskami leśnymi i nieleśnymi nad Narewką w Puszczy Białowieskiej, wykonanych przez Aleksandra Kołosa i Łukasza Kołomańskiego.
Badania w dolinie Narewki wykonano m.in. na obszarze uroczyska Reski, gdzie działalność rolniczą – koszenie nadrzecznych traw – ostatecznie zakończono w roku 1978 (po włączeniu obszaru do Białowieskiego Parku Narodowego). W kolejnych latach kontrolowano zmiany zachodzące między tym obszarem i trzema sąsiednimi zbiorowiskami leśnymi. Zastosowano sześć transektów pasowych – prostopadłych do granicy lasu pasów o długości 100 m (jeden – 75 m). Były złożone z przylegających do siebie kwadratów o boku 5 m. W latach 1985, 1994 i 2005 wykonano zdjęcia fitosocjologiczne metodą Braun-Blanqueta, wykonano plany rozmieszczenia 27 gatunków roślin strukturotwórczych. Dodatkowo wykonano wzdłuż transektów 13 wierceń w celu określenia typu i struktury torfu, a w latach 1975 i 2009 – lotnicze zdjęcia ilustrujące tempo wkraczania gatunków drzewiastych na obszary dotychczas nieleśne. Stwierdzono występowanie różnych typów strefy przejścia:
- dyfuzyjnej, w której zachodzi stopniowe przenikanie i mieszanie się gatunków z graniczących stref,
- mozaikowej, w której stwierdza się obszary charakterystyczne dla obu stref,
- zawierającej obce dla obu stref zbiorowiska roślinne.